# Измайловская
«Изма́йловская» — станция Московского метрополитена. Расположена на Арбатско-Покровской линии между станциями «Партизанская» и «Первомайская», на территории района Измайлово (ВАО). Название дано по одноимённым проспекту и лесопарку.
Открыта 21 октября 1961 года под названием «Измайловский парк» в составе участка «Измайловская» (нынешняя «Партизанская») — «Первомайская». Тип станции — наземная открытая. Архитекторы: Иван Таранов, Надежда Быкова.

## История
В ранних проектах 1930-х годов станции на месте нынешней не было: Покровский радиус после станции «Измайловская» (ныне «Партизанская») должен был поворачивать на север вдоль берега Серебряно-Виноградного пруда и Никитинской улицы. В Гольянове, севернее Щёлковского шоссе и восточнее Окружной железной дороги, предполагалось разместить электродепо, которое соединялось бы наземной линией с также наземной станцией «Никитинская улица». Участок должен был проходить южнее Серебряно-Виноградного пруда, затем повернуть на север. В начале 1940-х годов проектируемое депо было перенесено юго-восточнее пруда, где и было позднее построено. 5 ноября 1954 года Арбатско-Покровская линия была продлена до ныне закрытой станции «Первомайская» (не путать с одноимённой нынешней), которую разместили на территории электродепо.
Станция впервые была включена в перспективную схему линий, принятую 22 февраля 1957 года. Окончательно строительство станции утверждено в рамках решений Совета Министров СССР от 28 февраля 1959 года № 215 и от 19 ноября 1959 года № 3264-р. На схемах 1957 года станция фигурирует под названием «3-я Парковая», к началу строительства было принято название «Измайловский парк». Открыта 21 октября 1961 года в составе участка «Измайловская» (нынешняя «Партизанская») — «Первомайская», одновременно была закрыта временная станция «Первомайская», в результате чего в Московском метрополитене стало 60 станций.
20 августа 1963 года был произведён обмен названий: станция, носившая название «Измайловская», которая была ближе к «парадному» входу в Измайловский парк (нынешняя «Партизанская»), получила название «Измайловский парк», а станция «Измайловский парк» стала «Измайловской».
В 1991 году был предложен проект смены названия станции на «Парковую», а в 1992 году — на «Серебрянку», однако они не были осуществлены.

## Архитектурные решения
Станция сооружена по индивидуальному проекту из унифицированных железобетонных элементов. Скромное оформление объясняется тем, что она была построена при Н. С. Хрущёве после выхода постановления 1955 года «Об устранении излишеств в проектировании и строительстве». Платформа станции не имеет боковых стен, чем напоминает конструкцию железнодорожной платформы (поэтому «Измайловская» — одна из немногих станций в Москве, где нет схем линии). Навес над платформой опирается на 25 железобетонных колонн, расположенных в один ряд. Отделки станция практически не имеет, пол покрыт плиткой (первоначальное асфальтовое покрытие было заменено плиточным в 2011 году). Светильники размещены в бетонном потолке.
Западный наземный вестибюль, расположен ниже уровня путей. Имеет два выхода: один к 1-й, 2-й Парковой улице и Измайловскому проспекту, второй в Измайловский лесопарк. Над восточным вестибюлем, между станционными путями, расположен один этаж со служебными помещениями. Восточный вестибюль — стеклянное наземное здание, имеет два выхода: один к 3-й Парковой улице и Измайловскому проспекту, второй в Измайловский парк.

## Станция в цифрах
- Код станции — 051[1].
- Пикет ПК0121+56[7].
- По данным 1999 года, ежедневный пассажиропоток составлял 40 620 человек[8]. Согласно статистическому исследованию 2002 года, ежедневный пассажиропоток составлял: по входу — 31 500 человек, по выходу — 33 500 человек[9]. Согласно статистике на официальном сайте Московского метрополитена, станция является во все дни малозагруженной[10].
- Время открытия станции для входа пассажиров — 5 часов 30 минут (западный вестибюль) и 5 часов 25 минут (восточный вестибюль), время закрытия — в 1 час ночи[11].
- Таблица времени прохождения первого поезда через станцию[12]:

| По чётным числам                 | Будние дни | Выходные дни |
| По нечётным числам               | Будние дни | Выходные дни |
| В сторону станции «Первомайская» | 06:02:00   | 06:02:00     |
| В сторону станции «Первомайская» | 06:02:00   | 06:02:00     |
| В сторону станции «Партизанская» | 05:47:00   | 05:47:00     |
| В сторону станции «Партизанская» | 05:43:00   | 05:43:00     |

## Расположение
Станция расположена между станциями «Первомайская» и «Партизанская». Выход в город к 1-й и 3-й Парковым улицам и Измайловскому парку.
В феврале 2013 заявлялось о планировании строительства перехватывающей парковки возле станции.

## Наземный общественный транспорт
На этой станции можно пересесть на следующие маршруты городского пассажирского транспорта:
- Автобусы: 34, 34к, 97, 223, 664, т51

### Перспективы
Возможно создание трамвайной линии от Метрогородка до станции метро «Измайловская».

## Происшествия
Первый теракт в истории Московского метрополитена произошёл 8 января 1977 года. Тогда в Москве почти одновременно были произведены три взрыва. В 17:33 по московскому времени в поезде метро между станциями «Измайловская» и «Первомайская» прогремел взрыв, в результате чего семь человек погибло и ещё тридцать семь получили ранения различной степени тяжести. Повреждённый состав был отбуксирован на близлежащую станцию «Первомайская», которая была закрыта для пассажиров, и поезда на ней не останавливались. Некоторое время спустя в Москве произошли ещё два взрыва: один — в гастрономе на улице Дзержинского (ныне улица Большая Лубянка), второй на улице 25 Октября (современное название — Никольская).

## Станция в искусстве
На станции были сняты эпизоды советских кинофильмов «Внимание, черепаха!», «Точка, точка, запятая…», «Кузнечик», «Талисман», «Мой муж — инопланетянин» и российского фильма «Стальная бабочка». Здесь же происходит часть действия видеоклипа «Дым сигарет с ментолом» группы «Нэнси». Также «Измайловская» попала в кадр в фильме «Следствие ведут ЗнаТоКи. Бумеранг» и телепередаче «Следствие вели…: ЧП союзного масштаба», причём оба раза на станции был Леонид Каневский.

## Фотогалерея
| - Прибытие метропоезда - Наземный участок Арбатско-Покровской линии в Измайловском парке - Наземный павильон станции - На платформе |